# Puente de la Libertad (Zagreb)
El Puente de la Libertad (en croata: Most slobode) es un puente con una carretera de cuatro carriles, espacio para ciclistas y peatones, sobre el río Sava, en la ciudad de Zagreb, la capital del país europeo de Croacia. La avenida Većeslav Holjevac cruza sobre el, conectando Trnje con Novi Zagreb en la parte central de la ciudad. Tiene una longitud total de 805 metros con un ancho de 19,4 metros.